# Hökerum
Hökerum är en tätort i västra delen av Ulricehamns kommun och kyrkbyn i Södra Vings socken.

## Befolkningsutveckling
| Befolkningsutvecklingen i Hökerum 1960–2020 | Befolkningsutvecklingen i Hökerum 1960–2020 | Befolkningsutvecklingen i Hökerum 1960–2020 | Befolkningsutvecklingen i Hökerum 1960–2020 | Befolkningsutvecklingen i Hökerum 1960–2020 |
| ------------------------------------------- | ------------------------------------------- | ------------------------------------------- | ------------------------------------------- | ------------------------------------------- |
|                                             |                                             |                                             |                                             |                                             |
| År                                          |                                             |                                             | Folkmängd                                   | Areal (ha)                                  |
| 1960                                        | 1960                                        |                                             | 254                                         |                                             |
| 1965                                        | 1965                                        |                                             | 308                                         |                                             |
| 1970                                        | 1970                                        |                                             | 445                                         |                                             |
| 1975                                        | 1975                                        |                                             | 587                                         |                                             |
| 1980                                        | 1980                                        |                                             | 688                                         |                                             |
| 1990                                        | 1990                                        |                                             | 754                                         | 89                                          |
| 1995                                        | 1995                                        |                                             | 725                                         | 89                                          |
| 2000                                        | 2000                                        |                                             | 682                                         | 91                                          |
| 2005                                        | 2005                                        |                                             | 684                                         | 91                                          |
| 2010                                        | 2010                                        |                                             | 695                                         | 90                                          |
| 2015                                        | 2015                                        |                                             | 642                                         | 86                                          |
| 2020                                        | 2020                                        |                                             | 650                                         | 86                                          |
|                                             |                                             |                                             |                                             |                                             |

## Samhället
I Hökerum finns tillgång till bibliotek, (banken nedlagd 2012), skola, idrottshall, daghem, vårdhem, kyrkor och församlingshem. Det före detta kommunhuset används för barn- och ungdomsverksamhet. Bygden har ett rikt föreningsliv med byggnader som Viskaborgs bygdegård, Härnas bygdegård samt Vings kvarn.
Grundskolan i Hökerum har årskurserna 1 till 6. Samhällets lokala fotbollslag heter Södra Ving. Det finns fyra aktiva plastfabriker i Hökerum. Genom Hökerum rinner Viskan, som också har sin början här.
Södra Vings kyrka tros ha byggts på 1100-talets första hälft. På kyrkans södervägg finns en romersk portal med figuriner. Delar av kyrkans tak har målningar från medeltiden. Utanför kyrkan finns två tusenåriga gravhällar.

## Näringsliv
Orten ligger i en gammal kulturbygd där sysselsättningen domineras av jord- och skogsbruk, men genom kort avstånd till både Borås och Ulricehamn så pendlar många till de större orterna.